# Península de Ōsumi

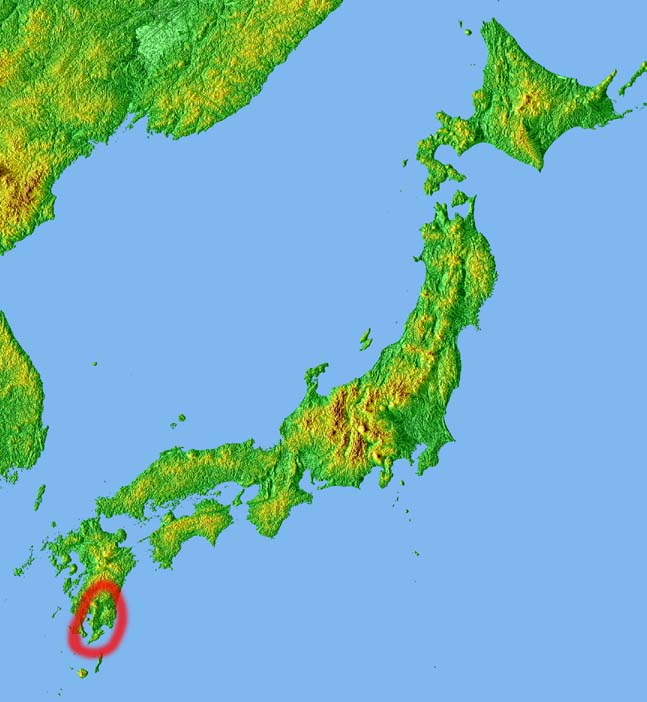
Localización de la península en Japón.

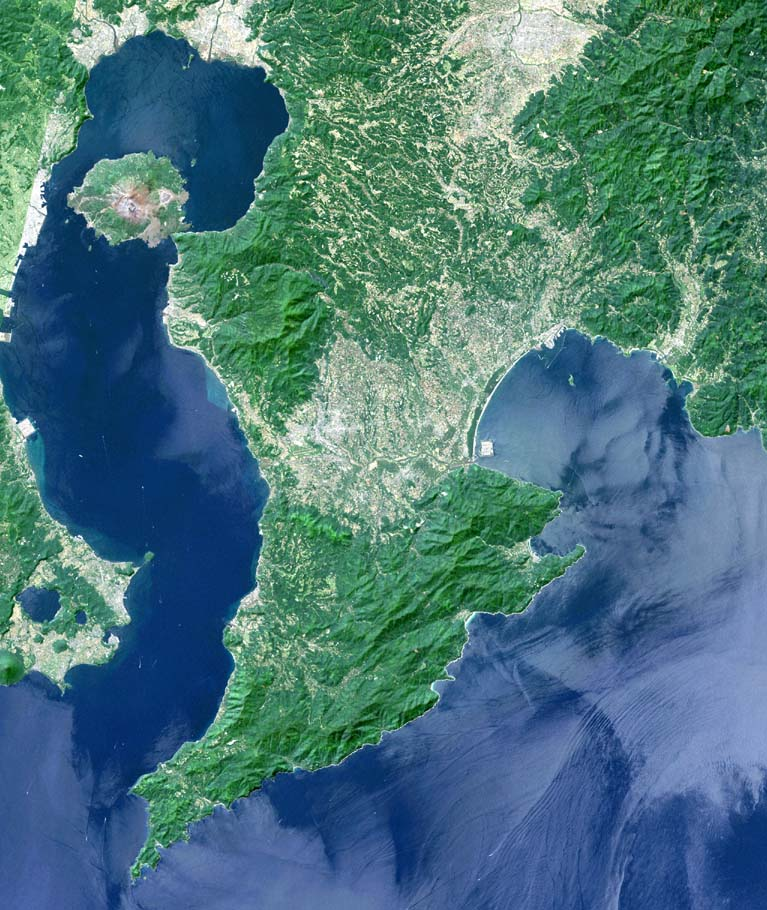
Imagen desde satélite de la península.

La península de Ōsumi (大隅半島 Ōsumi Hantō?) se proyecta al sur de la isla japonesa de Kyūshū e incluye el punto más meridional de la isla, el cabo Sata. Al este está el océano Pacífico y al oeste se encuentra la península de Satsuma y la bahía de Kagoshima. Pertenece a  la prefectura de Kagoshima.
Desde 1914, un puente de tierra conecta la isla de Sakurajima con el noroeste de la península.
- Datos: Q386078
- Multimedia: Osumi Peninsula / Q386078